# Johannes Johansen
Johannes Johansen (født 4. marts 1925 i Hørning, død 20. februar 2012) var en dansk salmedigter og tidligere præst, domprovst og biskop.
Johannes Johansen var præst i Søllinge-Hellerup fra 1953 til 1959.
Johansen var bl.a. præst ved Thurø Kirke på Thurø. Han blev domprovst i Helsingør i 1975 og biskop over Helsingør Stift i 1980; han blev pensioneret i 1995.
I 1991 blev han Kommandør af Dannebrog.

## Udgivelser
Johannes Johansen har i årenes løb udgivet en række bøger, især med salmer og andre digte, heriblandt:
- Thurø-Rim (1974)
- Thurø og Tom (1975)
- Rim og Gud og gule ærter (1975)
- Den grønne søndag (1977)
- Glæden springer af Svøbet ud (1980)
- Som Maj i Bøgeskove (1983)
- Ordet blev Menneskets Lys (1985)
- Kunsten og Kaldet (1990)
- Min egen salmebog (1996)

I 1974 udgav han i Dansk Kirketidende en række kollektbønner til kirkeårets gudstjenester. Disse er i revideret form optaget i Tillæg til Alterbog 1993.

## Salmer
Johannes Johansen er i Den Danske Salmebog repræsenteret med følgende salmer:
- 87: "Det første lys er Ordet"
- 89: "Vi sidder i mørket i dødsenglens skygge"
- 98: "Det var ikke en nat som de andre"
- 154: "En bondemand går ud at så"
- 245: "Opstandne Herre, vil du gå"
- 276: "Dommer over levende og døde"
- 364: "Al magt på jorden og i Himlen"
- 450: "Du kommer, Jesus, i vor dåb"
- 478: "Vi kommer til din kirke, Gud"
- 523: "Min nåde er dig nok"
- 588: "Herre, gør mit liv til bøn"
- 637: "Du, som mætted tusind munde"
- 706: "I blev skabt som mand og kvinde"
- 787: "Du, som har tændt millioner af stjerner"

Desuden med to oversættelser:
- 17: "Almægtige og kære Gud"
- 725: "Det dufter lysegrønt af græs"